# Констанс, Линкольн
Линкольн Констанс (англ. Lincoln Constance, 1909—2001) — американский ботаник, специалист по таксономии семейства Зонтичные.

## Биография
Линкольн Констанс родился 16 февраля 1909 года в городе Юджин штата Орегон в семье Льюиса Лливелина Констанса и Эллы Клиффорд Констанс. В 1926 году Линкольн окончил среднюю школу и поступил в Орегонский университет. В 1930 году получил степень бакалавра наук. В 1932 году Констанс стал магистром наук за работу, посвящённую флоре Окленда. В 1934 году была издана работа Констанса, в которой обсуждается систематика рода Эриофиллум, за которую он получил степень доктора философии от Калифорнийского университета в Беркли. В 1934 году Констанс был назначен директором гербария Колледжа штата Вагингтон. В 1936 году Линкольн женился за Сара Лютен. В 1937 году он вернулся в Университет в Беркли и стал адъюнкт-профессором. С 1963 по 1975 год Констанс был директором гербария Университета в Беркли. В 1986 году Констанс был удостоен премии Эйсы Грея. Линкольн Констанс скончался 11 июня 2001 года в городе Беркли.

## Растения, названные в честь Л. Констанса
- Androsace constancei Wendelbo, 1961
- Arabis constancei Rollins, 1971
- Bupleurum constancei Nasir, 1955
- Cardamine constancei Detling, 1935
- Carex constanceana Stacey, 1938
- Cymopterus constancei R.L.Hartm., 2000
- Eryngium constancei M.Y.Sheikh, 1983
- Lupinus constancei T.W.Nelson & J.P.Nelson, 1983
- Nama constancei J.D.Bacon, 1981
- Phacelia constancei N.D.Atwood, 1972